# 石井信介
石井 信介（いしい しんすけ、1948年2月26日 - ）は、日本のロシア文学研究者、翻訳家。

## 来歴
静岡県出身。
1971年、パトリス・ルムンバ名称民族友好大学歴史文学部卒。
1976年、大阪市立大学大学院経済学研究科修士課程修了。ソ連ノーボスチ通信社東京支局勤務、日本のロシア関連運送会社勤務後フリーとなる。ロシア滞在延べ15年。ミハイル・ブルガーコフに詳しい。

## 著書
- 『キャンパスから見たソ連』（国分ミチコ, 和田豊共著、新時代社） 1972年
- 『奪われた革命 ミハイル・ブルガーコフ『犬の心』とレーニン最後の闘争』（未知谷） 2022年

## 翻訳
- 『犬の心[a 1]』（ミハイル・ブルガーコフ、未知谷） 2022年
- 『巨匠とマルガリータ』（ミハイル・ブルガーコフ、新潮文庫）2025年9月